# Скуттерудит

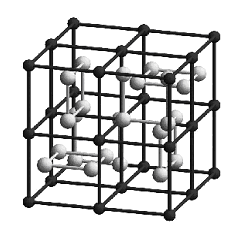
Структура скутерудиту

Скуттерудит (англ. skutterudite; нім. Skutterudit m) — мінерал класу персульфідів, арсенід кобальту острівної будови. 

## Етимологія
Від назви місцевості Скуттеруде (Норвегія), австрійський геолог Вільгельм Гайдінгер W. K. Haidinger, 1845. 
Синоніми: кобальт шпейсовий, колчедан арсеново-кобальтовий, колчедан тесеральний, модуміт, руда кобальтова тверда, смальтин, стальтит.

## Опис
Хімічна формула: CoAs3-x або Со4[As4-x]3, де х<0,1.
Містить (%): Со — 20,7; As — 79,3. До складу скуттерудиту завжди входять в значних кількостях домішки Ni, Те, Fe, Cu, іноді також Sb, Bi, S.
Ізоморфний з хлоантитом. Сингонія кубічна. Дидодекаедричний вид. Структура координаційна. Утворює кубічні, кубооктаедричні, октаедричні кристали, іноді з двійниками проростання, зернисті маси. Кристали з підвищеним вмістом Ni як правило зональні. Спайність недосконала. Густина 6,4-6,8. Твердість 5,5-6,0. Колір олов'яно-білий, сталево-сірий. Блиск металічний з тьмяною грою кольорів. Риса сірувато-чорна. Злом нерівний до раковистого. Крихкий. Непрозорий. Добрий провідник електрики. Походження гідротермальне, в зоні окиснення нестійкий. Разом з іншими арсенідами входить до складу руд на родовищах Co-Ni-As і Ag-U-Bi-Co-Ni формацій. Супутні мінерали: самородне срібло, нікелін, сафлорит, кварц, рамельсберґіт, глаукодот, арсенопірит. Руда кобальту.

## Розповсюдження
Родовища і прояви: Кобальт (пр. Онтаріо, Канада), Шварцвальд (ФРН), Скуттеруде (Норвегія), Бу-Аззер (Марокко), Корнуолл та Ланкашир (Віликобританія), Ганнісон (шт. Колорадо, США).

## Різновиди
Розрізняють:
- скуттерудит бісмутистий, бісмутскуттерудит (різновид скутерудиту, який містить бісмут; можливо, суміш мінералів);
- скуттерудит залізний (різновид скуттерудиту, який містить до 12 % FeO),
- скуттерудит нікелистий, нікель-скуттерудит (хлоантит).
- Шмальтин — різновид скуттерудиту з дефіцитом арсену